# Leioproctus rubiginosus
Leioproctus rubiginosus là một loài Hymenoptera trong họ Colletidae. Loài này được Dalla Torre mô tả khoa học năm 1896.